# Helen Johnsová Kirtlandová

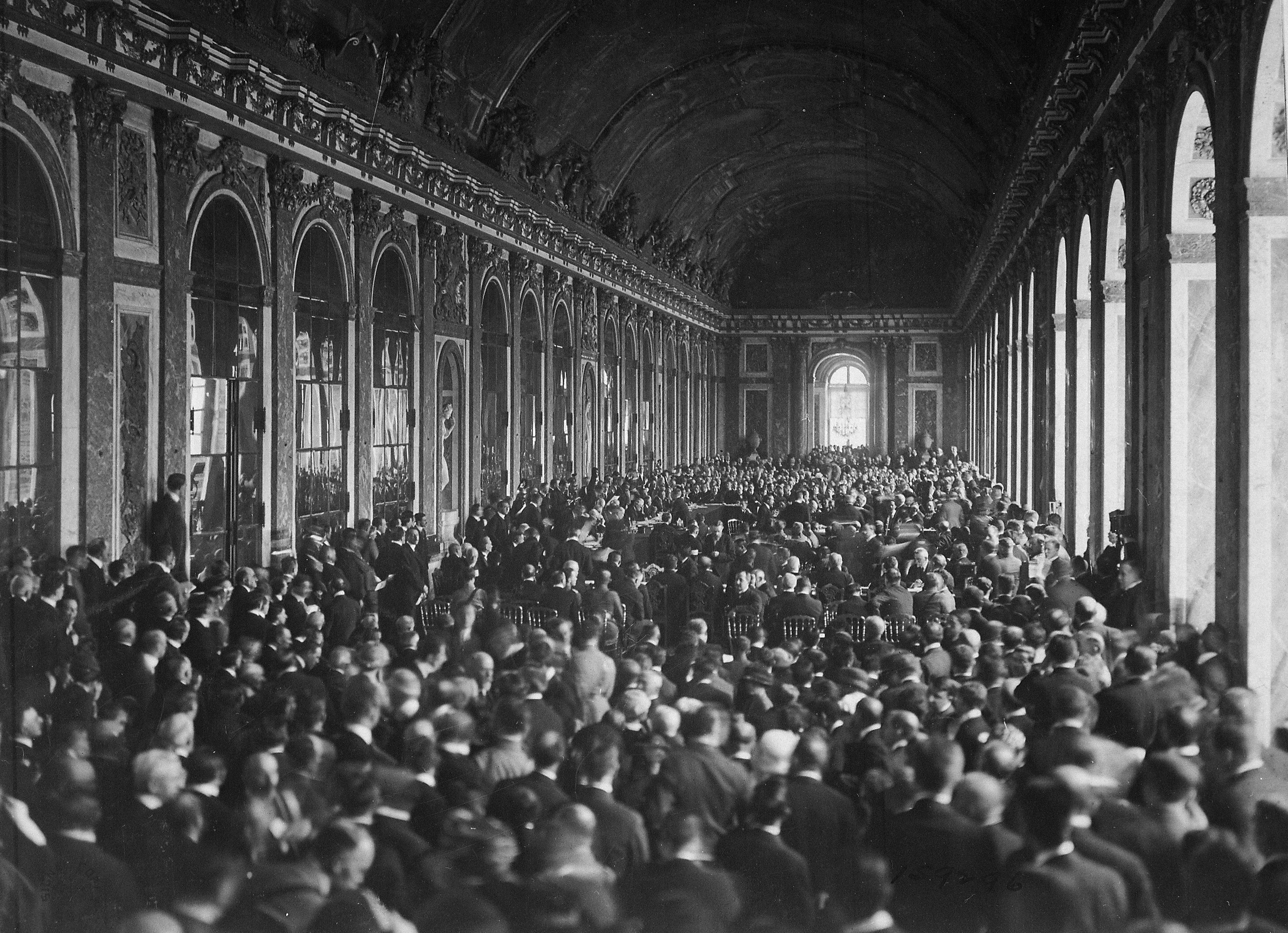
Helen Kirtlandová: podpis Versailleské smlouvy v Zrcadlovém sále

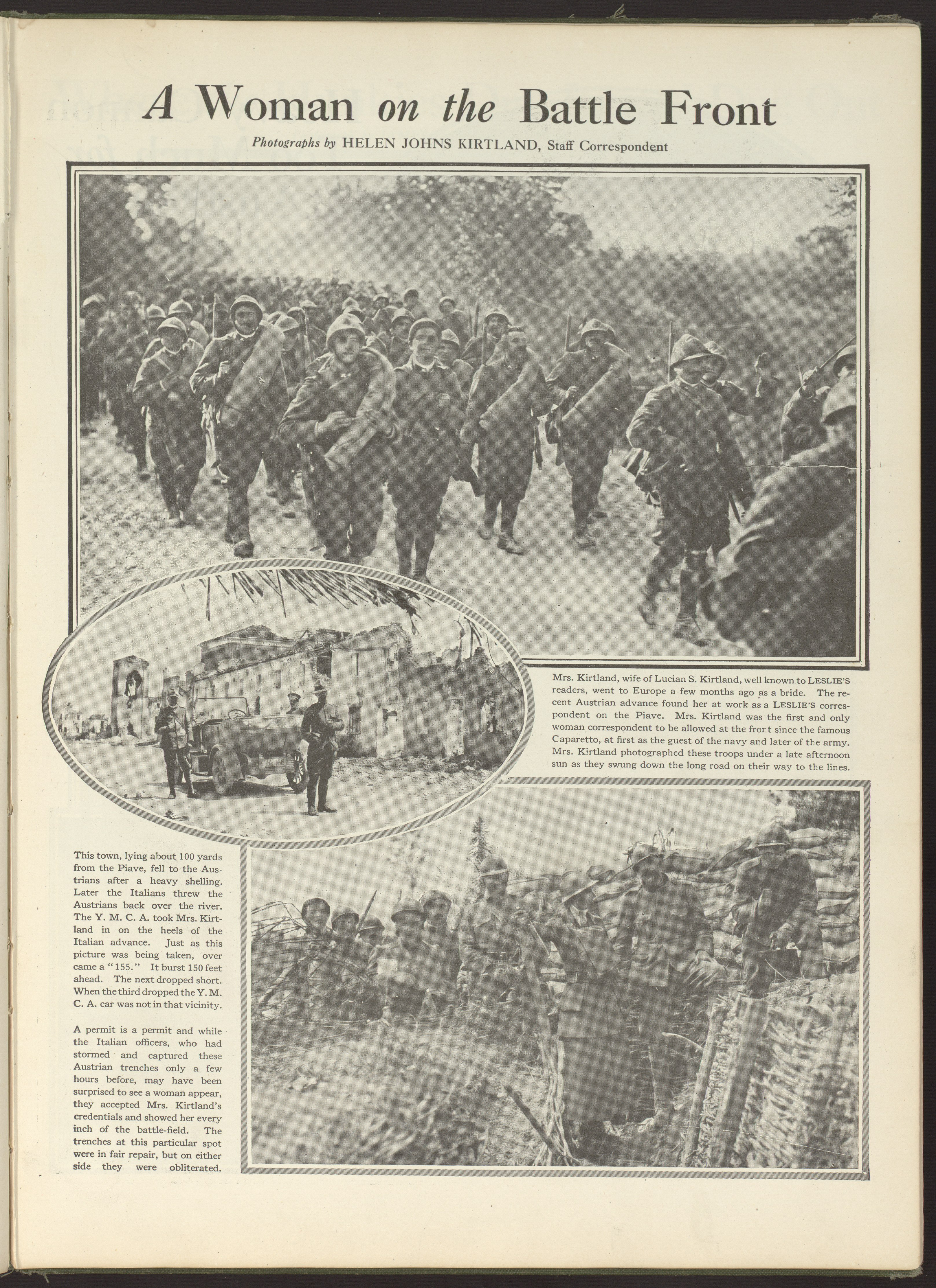
A woman on the battle front (Žena na bitevní frontě), fotografie Heleny Kirtlandové, štábní korespondent

Helen Johnsová Kirtlandová (28. března 1890 – 3. října 1979) byla americká fotožurnalistka a válečná korespondentka, která soutěžila se svými mužskými protějšky v zpravodajství o první světové válce.

## Životopis
Narodila se jako dcera Henryho Warda Johnse z Johns Manville Corporation a jeho manželky Emily Warnerové. Poté, co její otec v roce 1898 zemřel, se její matka přestěhovala do Lawrence Parku, umělecké kolonie v Bronxville, New York. Kirtlandová vyrostla v Yonkers v New Yorku. V roce 1904 navštěvovala dívčí školu v Německu. V mládí navštívila také Švýcarsko a Francii. V roce 1917 se provdala za Luciana Swifta Kirtlanda z Ohia, novinového reportéra.

## Kariéra
Během první světové války Kirtlandová nejprve sídlila ve Francii a pracovala pro YMCA, než se připojila ke svému manželovi jako dopisovatelka Leslie's Illustrated Weekly. Jako uznávaná novinářka soutěžila se svými mužskými protějšky a vyhledávala akci. Jeden z jejích příběhů pojednává o bitvách u řeky Piave v severní Itálii s fotografiemi rakouských zákopů, které obsadili Italové.
V roce 1919 Leslie's Photographic Review of the Great War obsahoval několik stránek jejích válečných fotografií. Během války také napsala ilustrovaný článek „A Tribute to Women War Workers“, vysvětlující, jak ženy pomáhaly spojencům. Součástí článku byl vzácný portrét Henrietty Poincaré, prezidentovy manželky.
Ve dvacátých letech 20. století Kirtlandová a její manžel spolupracovali a zabývali se příběhy v Evropě a Asii. Lucian přispíval do časopisů včetně Harper's Monthly, American Legion Weekly a New York Herald Tribune, jeho příběhy byly ilustrovány fotografiemi, které pořídila Helen, ale jen zřídkakdy jí byly připisovány.
Po smrti svého manžela v roce 1965 zemřela Helen Kirtlandová v jejich domě v Bronxville 3. října 1979.

## Galerie

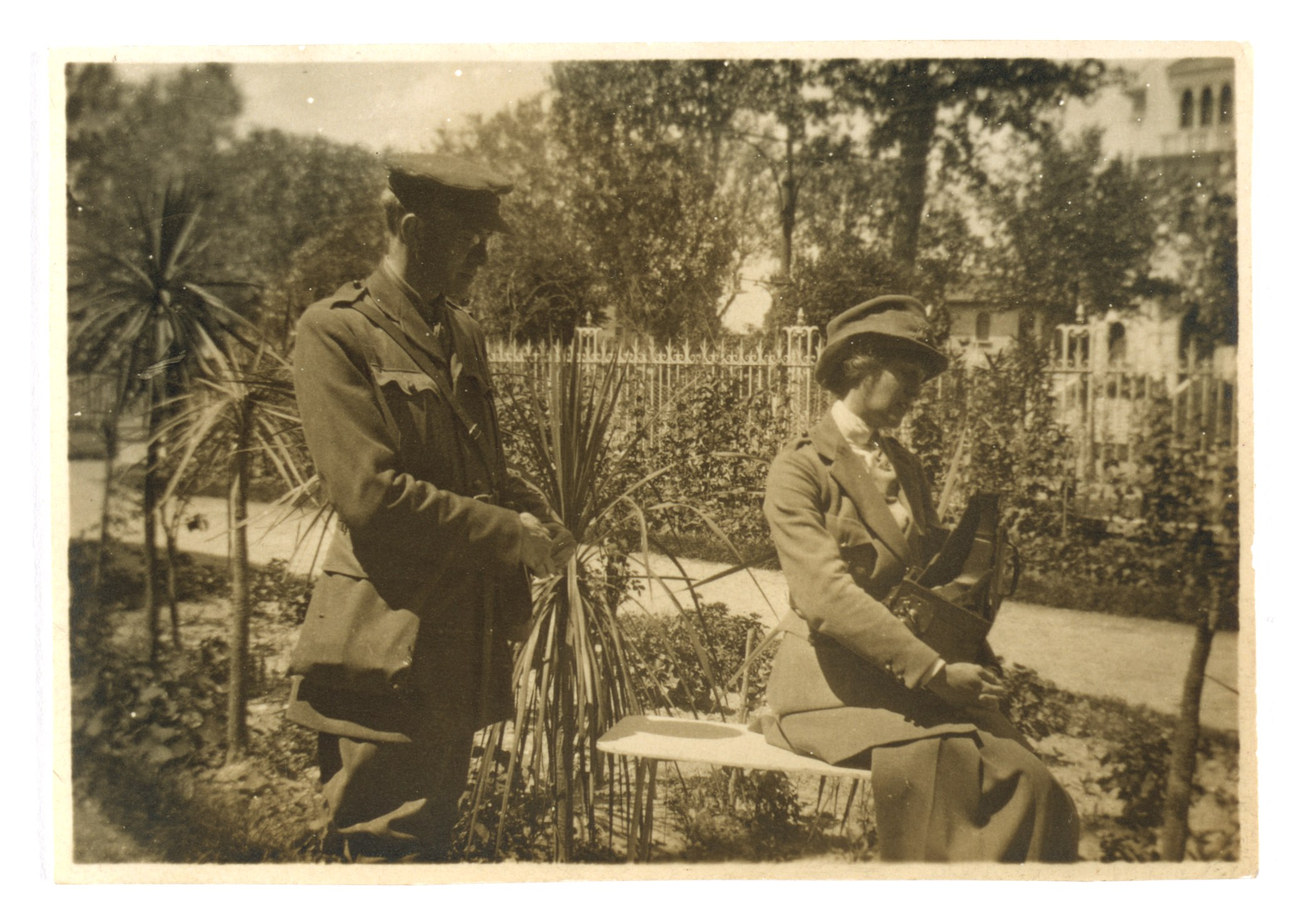
At ease in the front line trenches
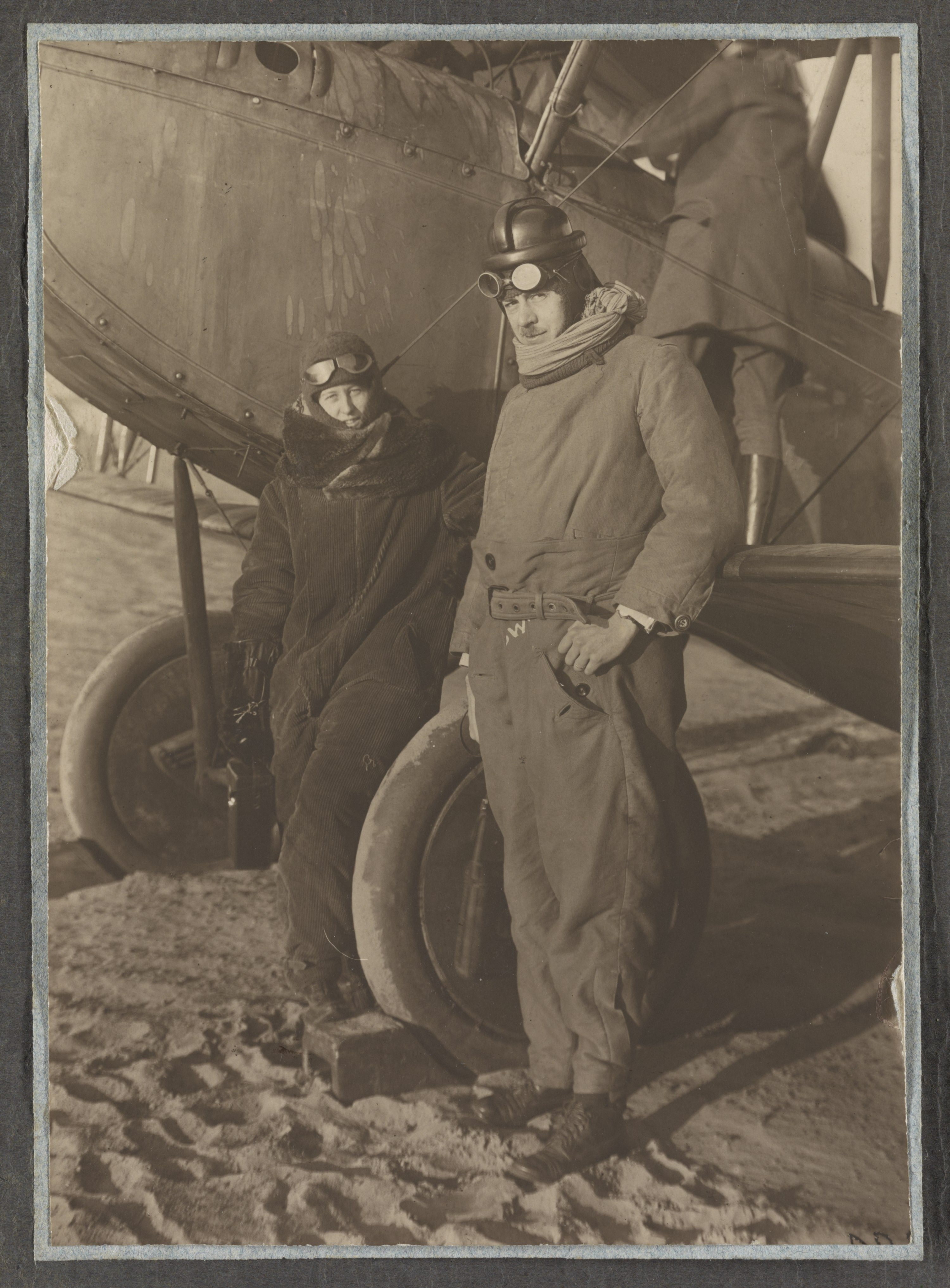
Helen Johns Kirtland and Lucian Swift Kirtland standing next to an airplane, Berlín, Německo
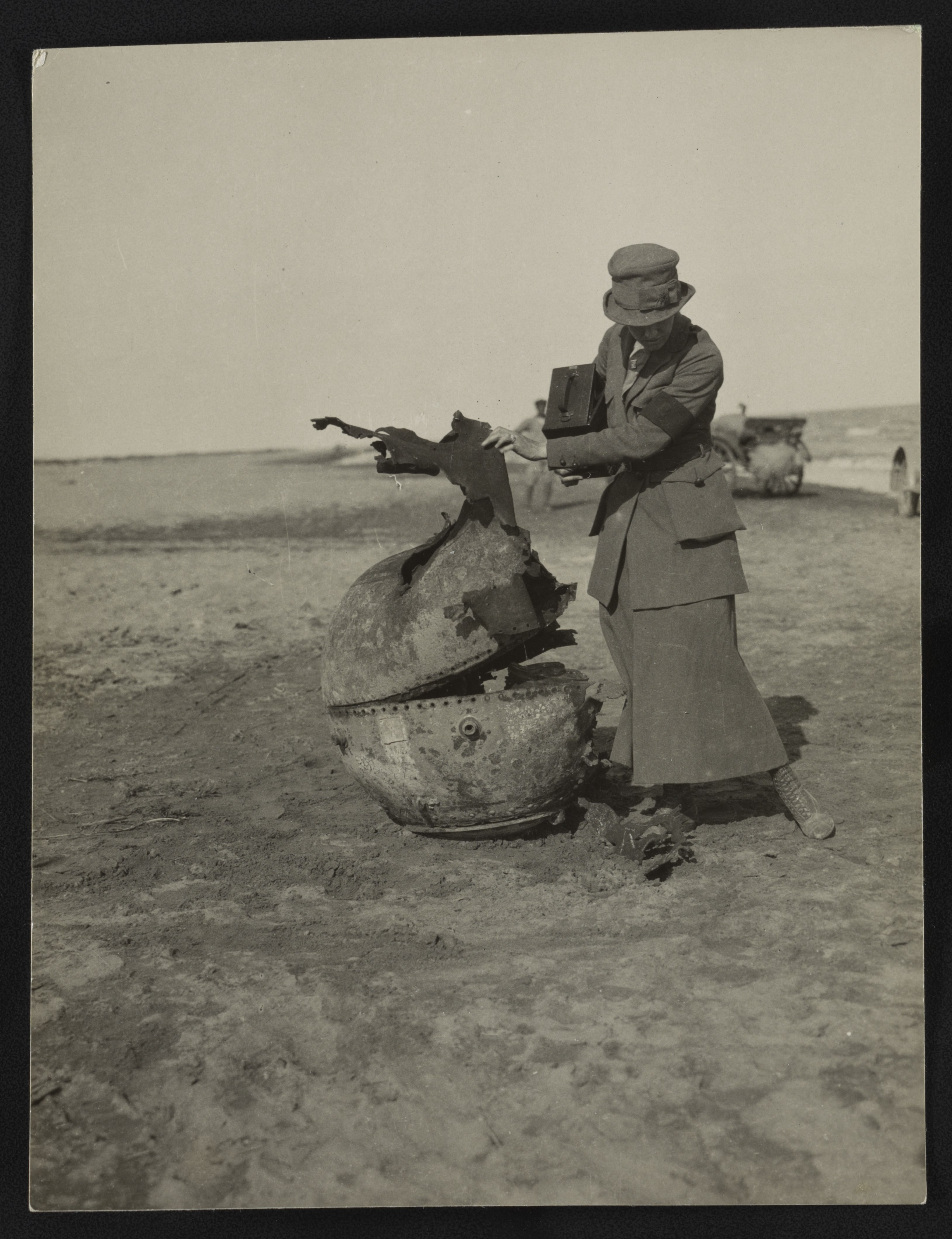
Helen Johns Kirtland at spent mine, probably near Ypres, Belgie
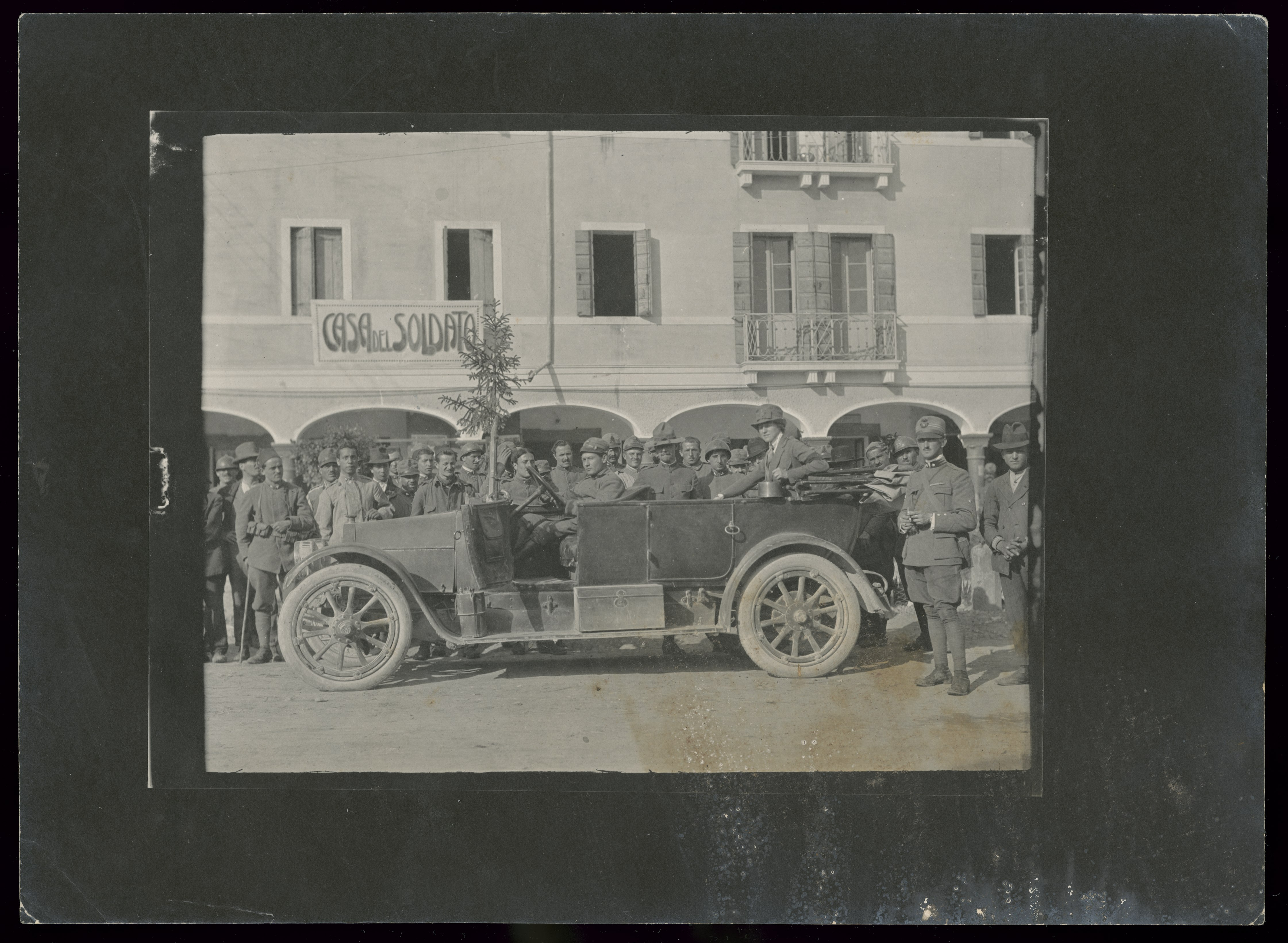
Helen Johns Kirtland in open car surrounded by Italian soldiers near Piave River, Itálie
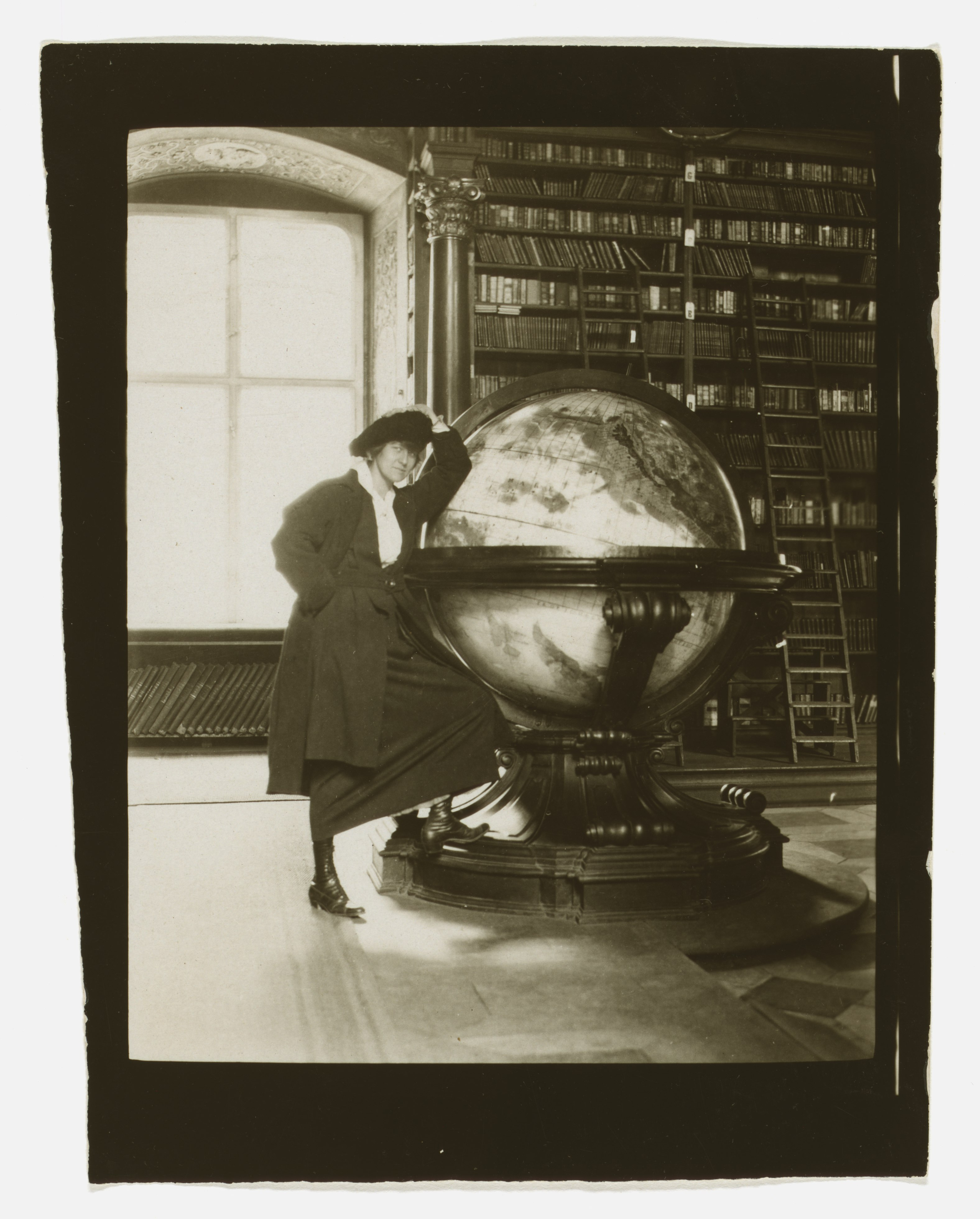
Helen Johns Kirtland leaning on a globe
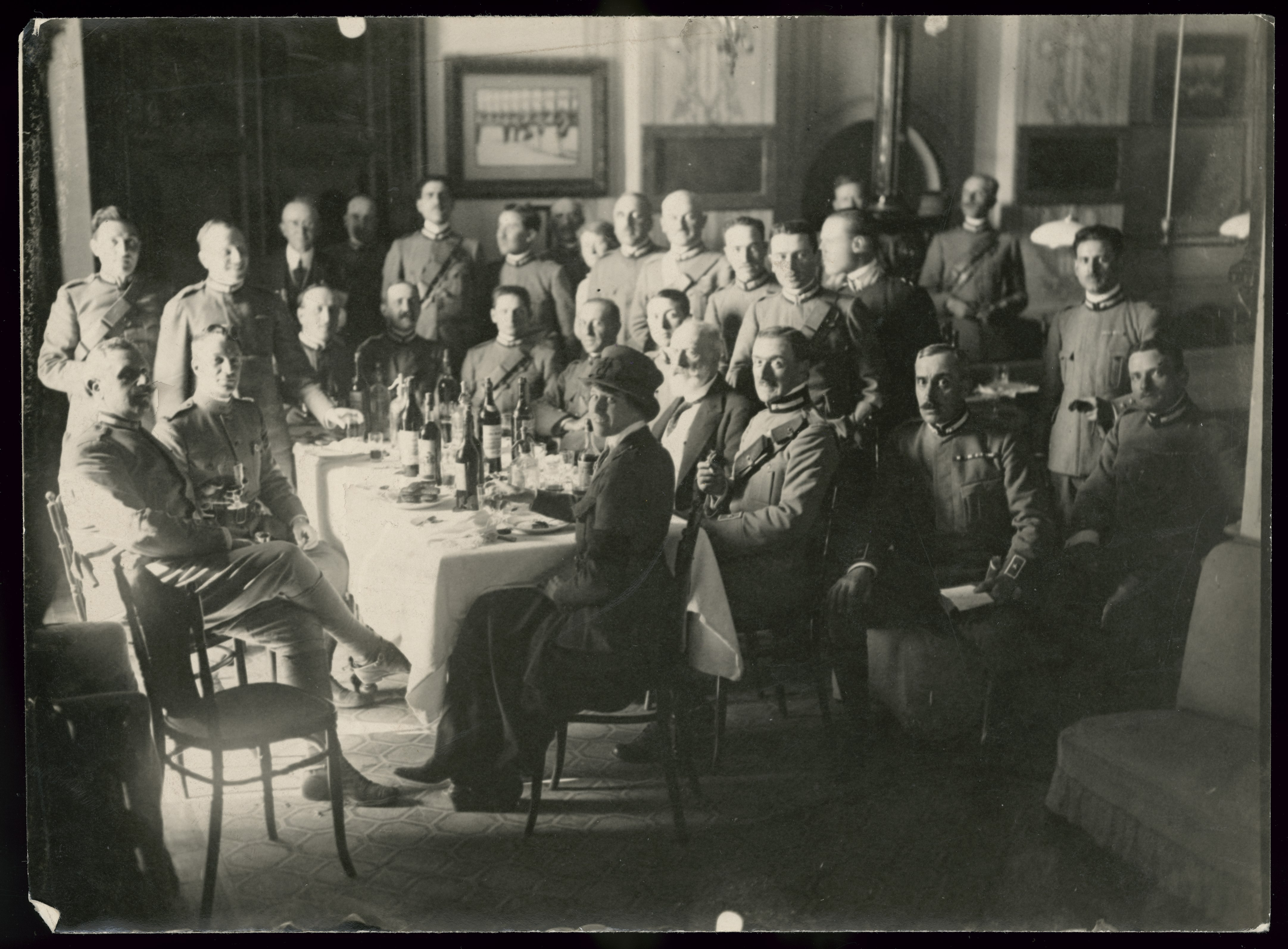
Helen Johns Kirtland seated at table with Italian military officers near Piave River, Itálie
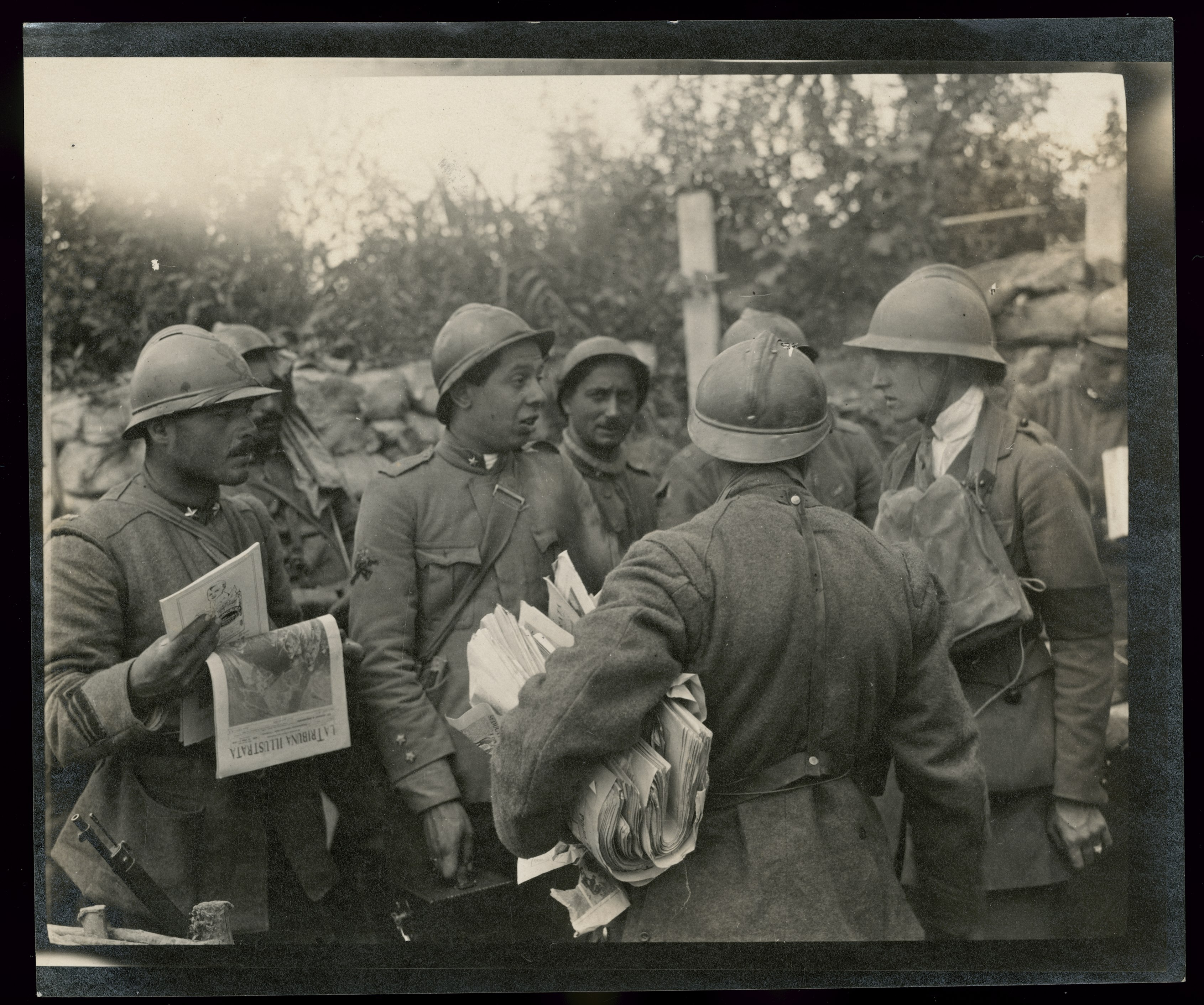
Helen Johns Kirtlandová a italští vojáci poblíž řeky Piavy, Itálie
Italian soldier holding illustrated newspaper gets his cigarette lit by another soldier near Piave River, Italy
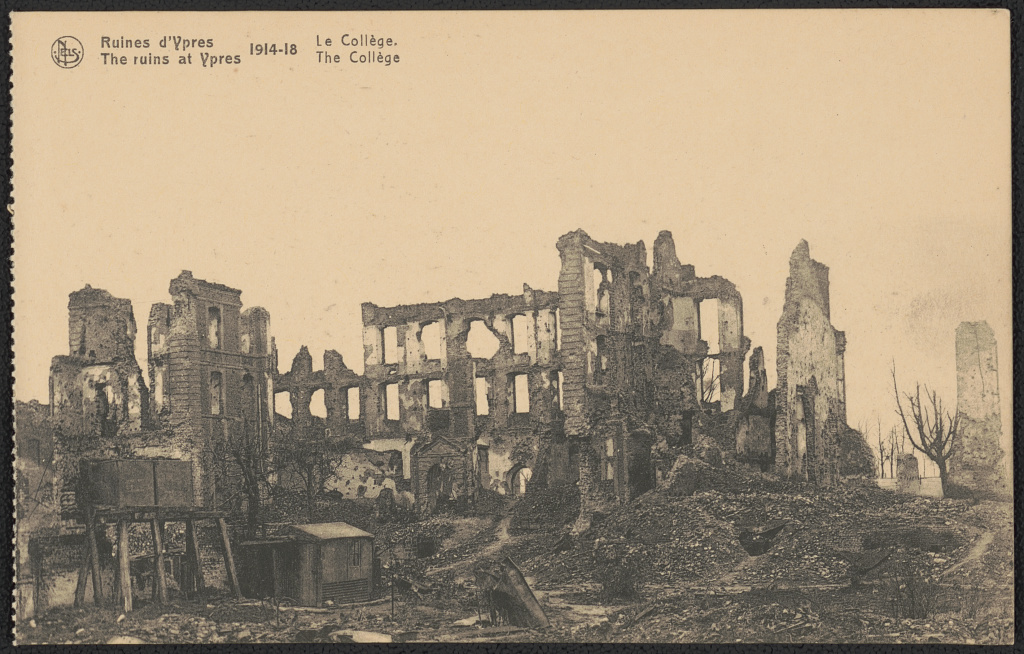
Ruines d'Ypres - Le Collège The ruins at Ypres - The Collège - Nels.
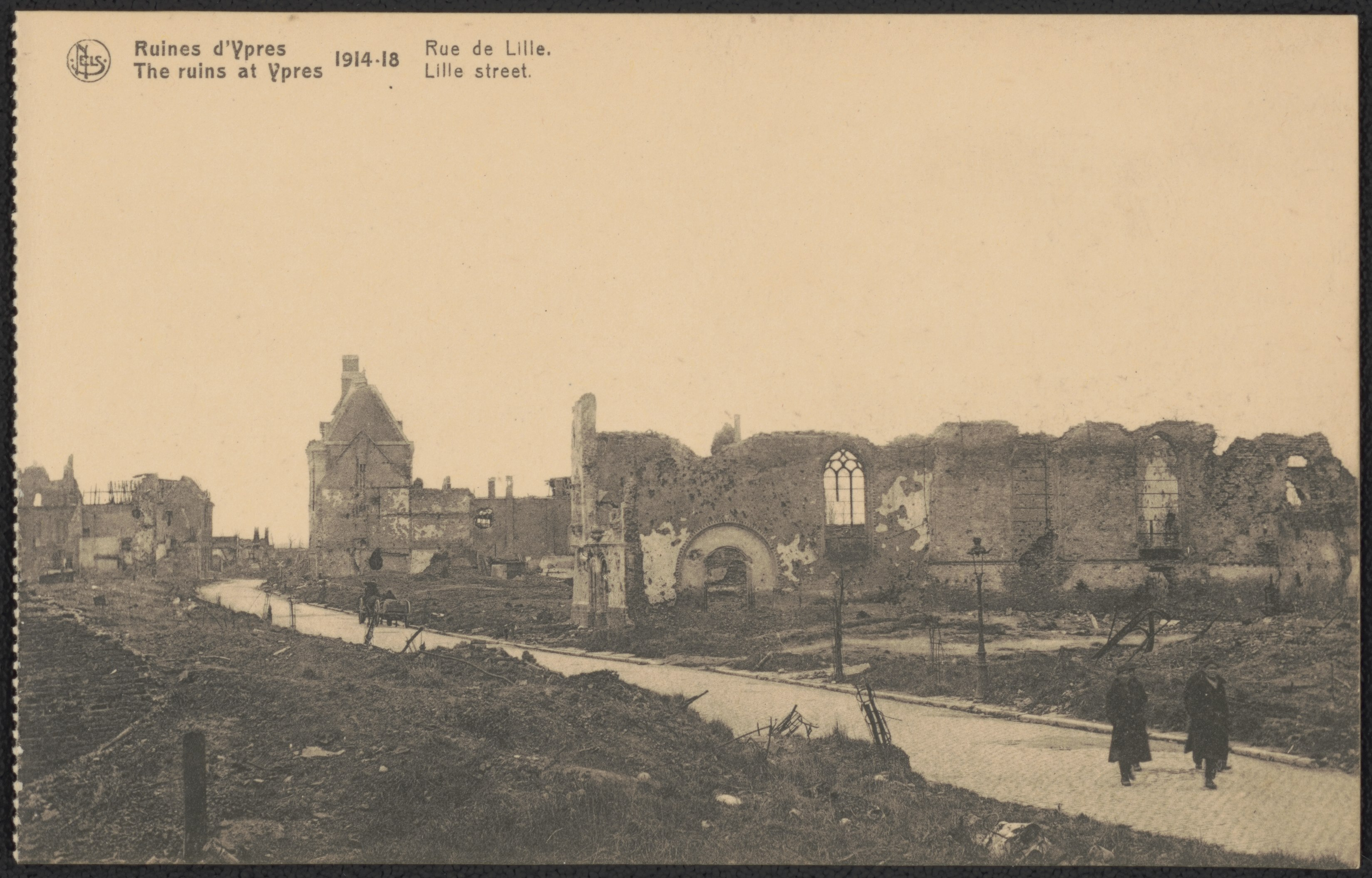
Ruines d'Ypres - Rue de Lille The ruins at Ypres - Lille street -Nels.
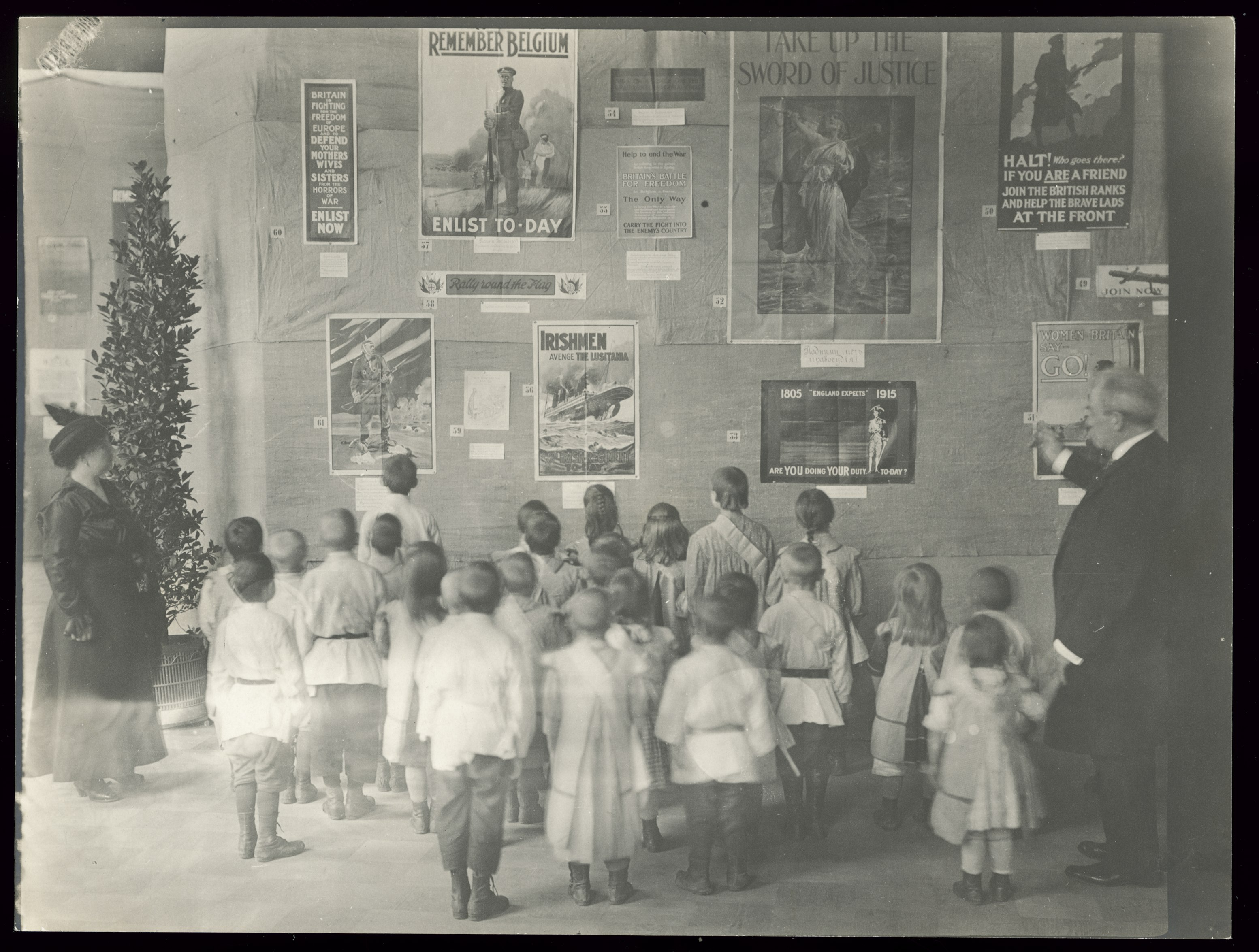
School children viewing an exhibition of English World War I posters, pravděpodobně v Rusku
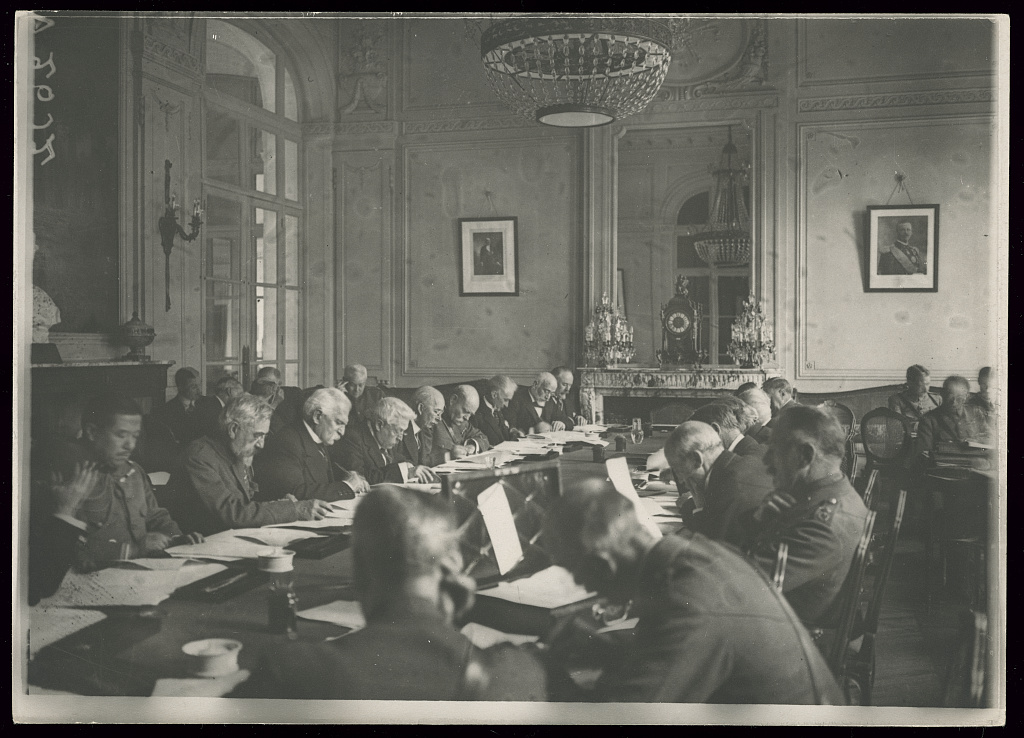
Versailles. Réunion du comité interalliés, 1919
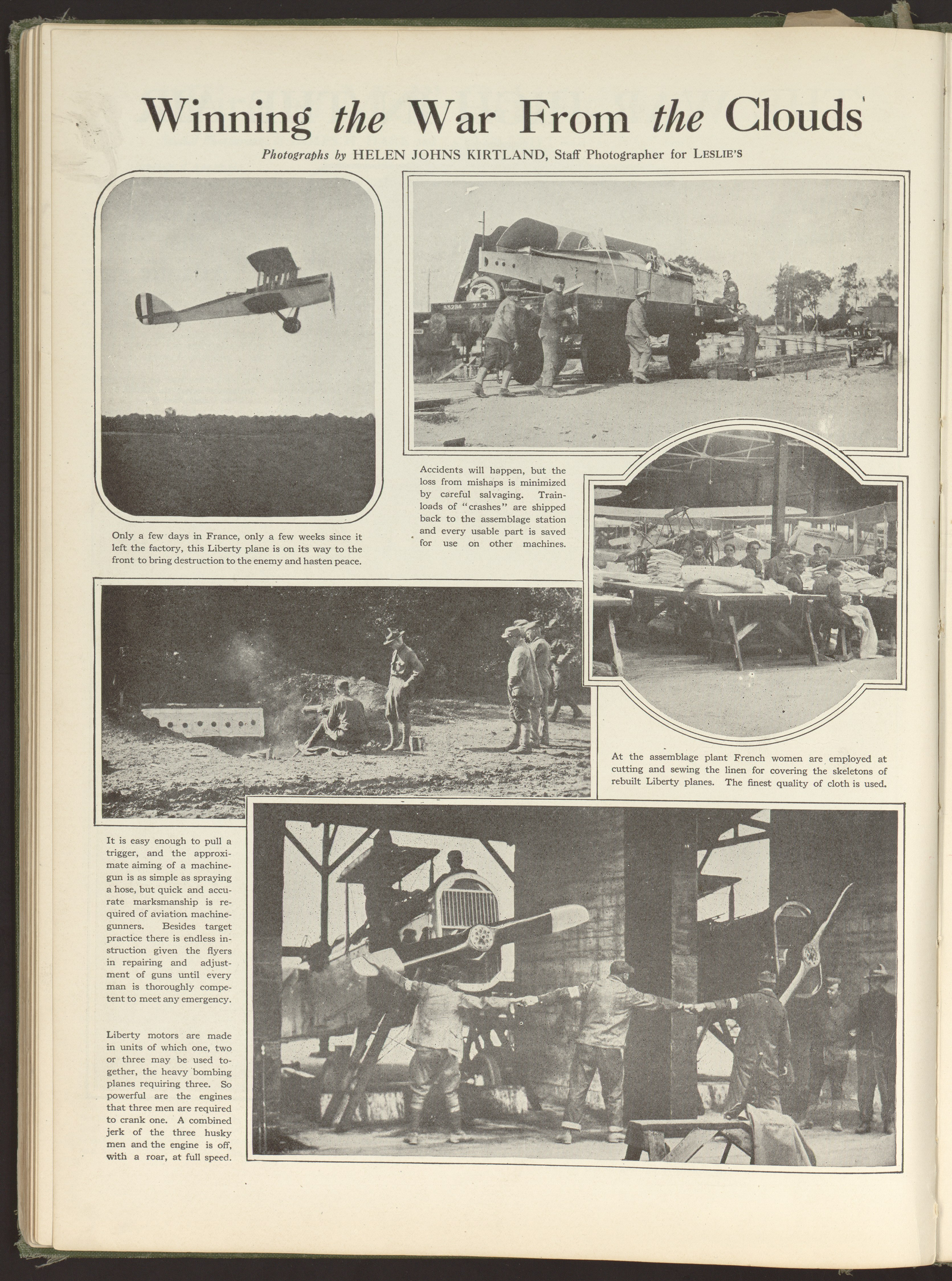
Winning the war from the clouds - photographs by Helen Johns Kirtland, staff photographer for Leslie's.
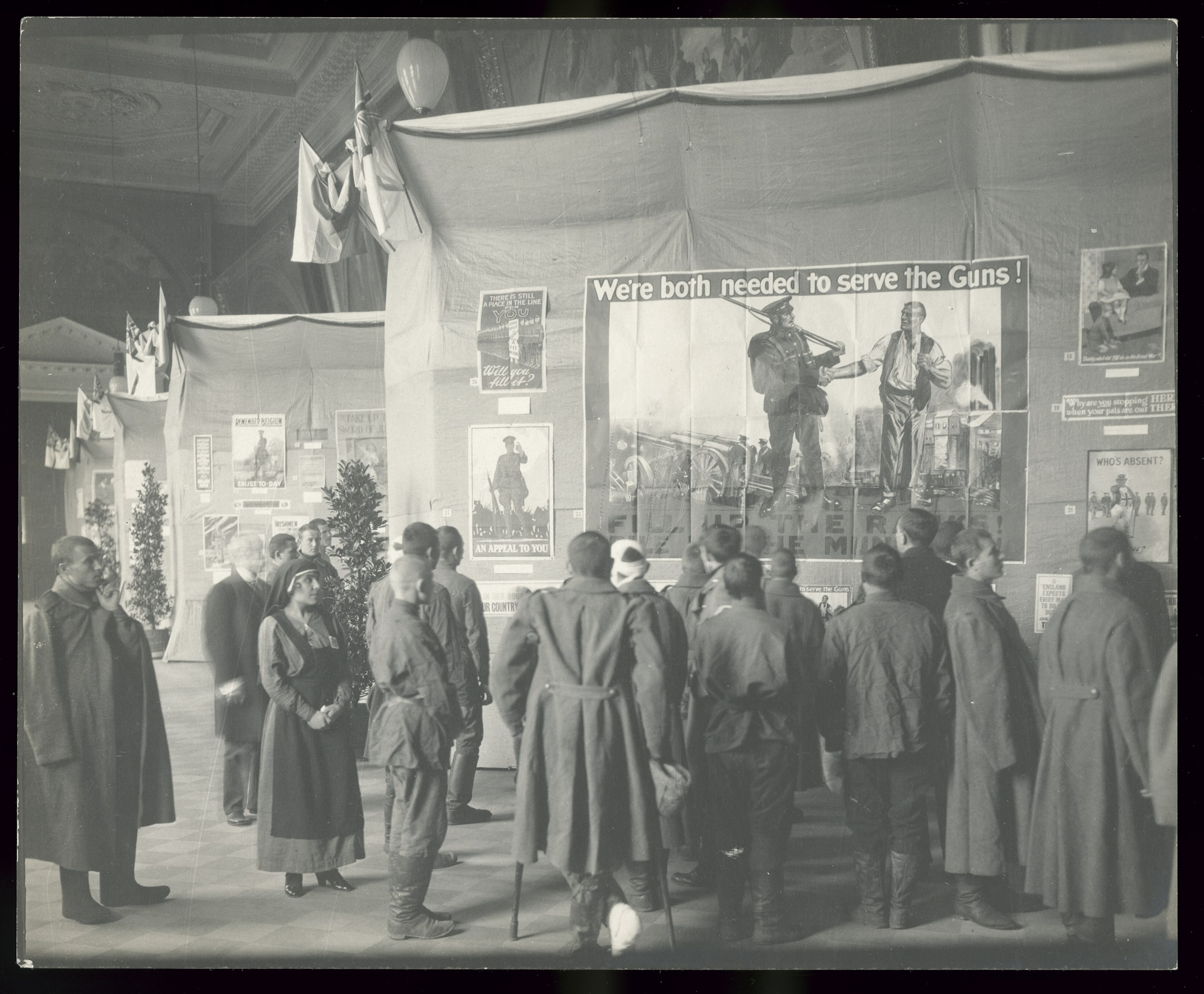
Wounded soldiers viewing an exhibition of English World War I posters, pravděpodobně v Rusku